# Eneko Llanos
Eneko Llanos Burguera (Vitoria, 30 novembre 1976) è un triatleta spagnolo di origine basca.

## Carriera
Si è laureato campione del mondo di triathlon long distance nel 2003 di Ibiza. Ha vinto la medaglia d'argento ai campionati europei di triathlon del 2004. È arrivato, infine, 2º assoluto all'Ironman Hawaii del 2008.

## Titoli
- Campione del mondo di triathlon long distance (Élite) - 2003
- Campione europeo di triathlon long distance (Élite) - 2010
- Ironman
  - Lanzarote - 2007, 2010
  - Texas - 2011
- Campione Spagnolo di triathlon
  - Distanza olimpica - 1997
  - Distanza sprint - 1997